# Paweł Sienicki
Paweł Sienicki herbu Bończa – podstoli buski w 1676 roku, starosta birżański w latach 1675–1681, ekonom dóbr Ludwiki Karoliny Radziwiłłówny w 1681 roku.